# Luis Quezada
Luis Miguel Quezada Sánchez (Madrid, 11 februari 1996) een Dominicaanse voetballer die bij voorkeur als linksback speelt. Hij staat onder contract bij Real Madrid CF.

## Clubcarrière
Quezada's vader was een professioneel honkbalspeler uit het Dominicaanse Santo Domingo. Hij begon met voetballen bij UD San Sebastián de los Reyes en Deportivo Santa Ana. Nadien sloot hij zich aan in de jeugdacademie van Real Madrid CF. Tijdens het seizoen 2015/16 werd de Dominicaan verhuurd aan UE Olot. Op 27 augustus 2016 debuteerde hij voor Real Madrid Castilla tegen Real Unión. Op 12 februari 2017 maakte hij zijn eerste competitietreffer tegen CF Fuenlabrada. Op 23 juli 2017 speelde hij één helft mee met het eerste elftal op de International Champions Cup tegen Manchester United.

## Interlandcarrière
Quezada werd geboren in Madrid maar komt uit voor het voetbalelftal van de Dominicaanse Republiek.